# Lathropus pubescens
Lathropus pubescens är en skalbaggsart som beskrevs av Thomas Casey 1884. Lathropus pubescens ingår i släktet Lathropus och familjen ritsplattbaggar. Inga underarter finns listade i Catalogue of Life.